# Rhipidura malaitae
Rhipidura malaitae е вид птица от семейство Rhipiduridae. Видът е световно застрашен, със статут Уязвим.

## Разпространение
Видът е разпространен в Соломоновите острови.